# إليهو إس. وليامز
إليهو إس. وليامز هو محامي وسياسي أمريكي، ولد في 24 يناير 1835 في كارلايل نيو في الولايات المتحدة، وتوفي في 1 ديسمبر 1903 في تروي في الولايات المتحدة. نشط حزبياً في الحزب الجمهوري والحزب الديمقراطي. وقد انتخب عضو مجلس نواب تينيسي ‏ وانتخب عضو مجلس النواب الأمريكي ‏.